# Csiby Andor
Csiby Andor (Gyergyóditró, 1888. február 4. – Csíkszereda, 1960. október 29.) magyar jogász, újságíró, szerkesztő, helytörténész.

## Életpályája
A középiskolát Erzsébetvároson 1905-ben, jogi tanulmányait Kolozsvárt végezte, 1910-től ügyvéd, 1914-től városi tanácsos volt Gyergyószentmiklóson. A Csíki Lapok, Gyergyó, Keleti Újság, Székely Szó munkatársaként, a Gyergyói Lapok szerkesztőjeként működött (1934-36). Tevékeny részt vett 1939-ben az EME gyergyószentmiklósi vándorgyűlésének megszervezésében. Az 1952-ben alapított Gyergyói Múzeum első vezetője (1952-54). Honismertető és helytörténeti köteteket írt.

## Kötetei (válogatás)
- Gyilkostó – Lacul Roșu klimatikus gyógyhely monográfiája és kalauza  (Brassó 1937);
- Borszék – Borsec gyógyfürdő és klimatikus gyógyhely monográfiája  (Brassó 1937);
- Valea Strâmbă-i – Gyergyótekerőpataki "Sugó" cseppkőbarlang leírása  (Gyergyószentmiklós 1938);
- A székely közbirtokossági vagyonok eredete, történelmi és jogi fejlődése az ősfoglalástól napjainkig, különös tekintettel Ditró és Szárhegy borszéki közbirtokosságának borszéki közös vagyonára  (Gyergyószentmiklós 1939).